# Jürgen Friedrich (Fußballspieler)
Jürgen „Atze“ Friedrich (* 11. November 1943 in Dresden) ist ein ehemaliger deutscher Fußballspieler und Funktionär. Er war Präsident und Vorstandsvorsitzender des 1. FC Kaiserslautern. Als Profi spielte er von 1962 bis 1968 bei Eintracht Frankfurt und von 1968 bis 1974 beim 1. FC Kaiserslautern.

## Kindheit und Jugend
Jürgen Friedrich wurde in Dresden geboren. Als Kind zog er mit seiner Familie nach Berlin, wo er als kleiner Bruder „Atze“ genannt wurde. Er ist gelernter Großhandelskaufmann.

## Karriere als Fußballspieler

### Eintracht Frankfurt
Aus der Jugend von Eintracht Frankfurt stammend, wurde er 1962 in das Oberligateam der Eintracht berufen.
Am 3. März 1963 debütierte er im Oberligateam der Eintracht beim 2:2 gegen den 1. FC Schweinfurt 05 an der Seite von Friedel Lutz, Richard Kreß, Egon Loy und Hermann Höfer. In diesem Spiel schoss der Halbstürmer in der 15. Minute auch sein erstes Oberligator. Er bestritt in der Saison 1962/63 insgesamt 7 Oberligaspiele für die Eintracht, in denen er drei Tore schoss. In allen restlichen Oberligaspielen der Eintracht wurde er eingesetzt. In der zur nächsten Saison neu gegründeten Bundesliga war Friedrich kein Stammspieler. Am 21. September 1963, am 5. Spieltag, kam er beim 3:0 gegen Eintracht Braunschweig zu seinem ersten Bundesligaspiel. In der Saison 1963/64 wurde er zweimal und in der Saison 1964/65 einmal eingesetzt. Nachdem er in der Saison 1965/66 auf 9 Einsätze gekommen war, wurde er in der Saison 1966/67 als Mittelfeldspieler Stammspieler. Für die Eintracht kam er insgesamt auf 78 Bundesligaspiele, in denen er 12 Tore schoss, sowie 5 Pokalspiele, in denen er 2 Tore schoss. Für die Eintracht kam er auch zu 17 Einsätzen (3 Tore) in der Intertoto-Runde und zu 5 Einsätzen im Alpenpokal.

### 1. FC Kaiserslautern
1968 wechselte er zum 1. FC Kaiserslautern, für den er bis 1974 spielte. Für den FCK absolvierte er in der Bundesliga 158 Spiele und schoss 26 Tore. Mit Kaiserslautern hatte er 15 Einsätze im DFB-Pokal.
Insgesamt spielte er 236 mal in der Fußball-Bundesliga und schoss 38 Tore. Er kam auch zu 18 Einsätzen und 2 Toren im Europapokal. Davon waren 14 Spiele und 1 Tor für die Eintracht.
Seine aktive Karriere musste er im Alter von 31 Jahren nach einem schweren Beinbruch im Freundschaftsspiel gegen den ASV Landau beenden.

### Größte Erfolge als Spieler
Mit Eintracht Frankfurt belegte er in der Bundesliga 1963 Platz 3 und 1967 Platz 4. Im DFB-Pokal erreichte er 1964 das Endspiel in Stuttgart, wo man dem TSV 1860 München mit 0:2 unterlag.
Mit dem FCK kam er 1972 in das DFB-Pokalendspiel, welches in Hannover gegen den FC Schalke 04 0:5 verloren wurde.

## Friedrich als Präsident beim 1. FCK
Friedrich war in zwei Amtsperioden Präsident des 1. FC Kaiserslautern: von 1976 bis 1981 und von 1985 bis 1988. Nach seinem Rücktritt beim FCK zum Ende der Saison 1987/1988 war er vom 27. September 1988 bis zum 17. Juni 1989 Sportdirektor beim Bundesligarivalen Eintracht Frankfurt.
Nach dem Abstieg des FCK am Ende der Spielzeit 1995/1996 stürzte Friedrich – mit anderen Oppositionellen, darunter der ehemalige Trainer Karl-Heinz Feldkamp – den Vereinschef des 1. FC Kaiserslautern, Norbert Thines. Friedrich übernahm erneut die Verantwortung beim Pfälzer Traditionsverein, zunächst als Vorsitzender des Aufsichtsrates. In dieser Funktion verpflichtete er als Trainer Otto Rehhagel, unter dessen Regie dem Verein 1997 der sofortige Wiederaufstieg in die Fußball-Bundesliga gelang. In der darauffolgenden Saison 1997/1998 wurde der 1. FC Kaiserslautern als erster und bislang einziger Aufsteiger sensationell Deutscher Meister und erreichte die damit verbundene Qualifikation zur Champions League. Friedrich war mittlerweile auf den neugeschaffenen Posten des Vorstandsvorsitzenden (der den bisherigen „Präsidenten“ ersetzte) gewechselt.
Nach der Ära Rehhagel, der nach dem 7. Spieltag der Saison 2000/2001 von seinem Amt zurücktrat, landete man in der Bundesliga auf einem enttäuschenden 8. Platz. Auch in der anschließenden Saison 2001/2002 gelang unter dem Trainer-Duo Andreas Brehme und Reinhard Stumpf ein 7. Platz, was damals ein sehr unbefriedigendes Saisonergebnis darstellte.
Danach wurde Friedrich in einen Finanz- und Steuerskandal in Zusammenhang mit Persönlichkeitsrechten von Fußballprofis verwickelt. Er musste sich vor Gericht mit seinem Vorstandskollegen Gerhard Herzog und dem Aufsichtsratschef Robert Wieschemann unter anderem wegen Steuerhinterziehung verantworten und wurde rechtskräftig verurteilt. Nach Friedrichs Amtszeit stand der Verein 2002 knapp vor dem Konkurs.